# Marcel Danguillaume
Marcel Danguillaume (né le 22 novembre 1928 à Colleret dans le Nord et mort le 4 octobre 1989 à Tours,) est un coureur cycliste français. Il compte notamment à son palmarès le Tour d'Eure-et-Loir 1956. 
Ses frères Camille, André, Roland et Jean ont également été coureurs cyclistes, tout comme ses neveux Jean-Pierre et Jean-Louis,.

## Biographie
En 1954, il participe à la Course de la Paix sous les couleurs de l'équipe de France.

## Palmarès
- 1954
  - 2e de Poitiers-Saumur-Poitiers
- 1956
  - Tour d'Eure-et-Loir
  - 2e du Circuit du Bocage vendéen
- 1958
  - Grand Prix de Montamisé